# Richard Maak

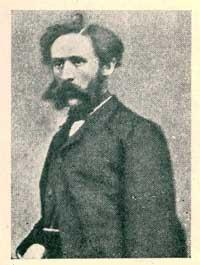
Richard Maak

Richard Maak (Maack) (ros. Ричард Карлович Маак, ur. 28 sierpnia?/9 września 1825 w Arensburgu, zm. 13 listopada?/25 listopada 1886 w Sankt Petersburgu)  – niemiecki antropolog, podróżnik, badacz Syberii. 
Studiował nauki przyrodnicze na Uniwersytecie w St. Petersburgu. W 1852 roku został profesorem nauk przyrodniczych w gimnazjum w Irkucku a później dyrektorem tej szkoły. Od 1868 do 1879 roku był superintendentem wszystkich szkół północnej Syberii. W latach 50. XIX wieku podjął szereg wypraw w ułus Wilujski, nad rzeki Wiluj, Olokmę, dolinę Amuru (1855–1856) i Ussuri (1859). Jego prace przyczyniły się do znajomości flory i fauny tych obszarów. Na jego cześć nazwano rośliny – rodzaj makia Maackia i gatunek Prunus maackii.
W nazewnictwie botanicznym opisane przez niego gatunki w pełnej nazwie mają jego nieskrócone nazwisko Maack:
- Nymphaea tetragona var. wenzelii (Maack) F. Henkel et al.
- Pleopeltis ussuriensis Regel & Maack
- Rubia chinensis Regel & Maack

## Wybrane prace
- Путешествию на Амур, совершенное по распоряжению сибирского отдела Императорского русского географического общества в 1855 году, 1859
- Путешествие в долину реки Уссури, 1861
- Вилюйский округ Якутской области, 1877-86
- Очерк флоры Уссурийской страны, 1862
- Енисейская губерния, 1862